# Elizabeth Robins
Elizabeth Robins, född 6 augusti 1862 i Louisville i Kentucky, död 8 maj 1952 i Brighton, Storbritannien, var en amerikansk-brittisk skådespelare och författare. Hon skrev även under namnet C. E. Raimond.
Robins inledde sin skådespelarkarriär i hemlandet, men var från 1888 bosatt i Storbritannien, där hon spelade huvudroller i flera av Henrik Ibsens pjäser, däribland Hedda Gabler, Ett dockhem och Bygmester Solness. Den radikale Ibsen var hennes favoritdramatiker, men att hon kom bli starkt förknippad med honom blev ett hinder för en fortsatt skådespelarkarriär. Hon inledde 1894 ett författarskap som kom att innefatta en rad romaner och flera pjäser. 
Robins engagerade sig bland annat i Women's Social and Political Union (WSPU). Hennes starka engagemang i kvinnorörelsen framträder framför allt i romanen The Convert (1907) och pjäsen Votes for Women! (1907), vilka uppmanar kvinnor till att ansluta sig till suffragetterna. Votes for Women! blev en stor framgång och framfördes oavbrutet under en följd av år i både Storbritannien och USA.
Elizabeth Robins skrev tillsammans med Florence Bell pjäsen Alan's Wife baserad på Elin Ameens novell Befriad. Den gavs ut anonymt.